# Tabanus fulvicallus
Tabanus fulvicallus är en tvåvingeart som beskrevs av Philip 1931. Tabanus fulvicallus ingår i släktet Tabanus och familjen bromsar. Inga underarter finns listade i Catalogue of Life.